# Brachytrachelus
Brachytrachelus es un género de insectos coleópteros curculiónidos pertenecientes a la subfamilia Entiminae, tribu Tanyrhynchini.

## Especies
- Brachytrachelus opatrinus Lacordaire, T., 1863
- Brachytrachelus opatrinus Schoenherr, 1848
- Brachytrachelus porosus Fåhraeus, O.I., 1871